# Жасмін Паоліні
Жасмін Паолі́ні (нар. 4 січня 1996) — італійська тенісистка. Вона посідає 4 місце у світовому рейтингу в одиночному розряді за версією Жіночої тенісної асоціації (WTA), є однією з найвищих італійських тенісисток у рейтингу в одиночному розряді. Паоліні є триразовою фіналісткою турнірів великого шолому, брала участь у фіналах Відкритого чемпіонату Франції з тенісу 2024 року в одиночному та парному розрядах, а також у фіналі Вімблдону 2024 року в одиночному розряді.
Золоту олімпійську медаль та звання олімпійської чемпіонки Паоліні виборола на Паризькій олімпіаді 2024 року в парному розряді, граючи з Сарою Еррані.

## Життєпис
Батько Паоліні — італієць, мати —  ганського й польського походження. 
Паоліні отримала вайлд-кард у головному жеребкуванні парного турніру на Відкритому чемпіонаті Італії 2015 року з партнеркою Настассією Бурнетт.
Після невдалої кваліфікації на Відкритому чемпіонаті Австралії 2018 року вона приєдналася до збірної Італії у Кубку Fed Cup. 1 травня 2018 року вона здобула першу перемогу над тенісисткою з топ-20, обігравши Дарію Касаткіну, а наступного дня виграла у Анни Кароліни Шмідлової.

## Статистика виступів
(W) виграла; (F) фіналістка; (SF) півфіналістка; (QF) чвертьфіналістка; (#R) раунди 4, 3, 2, 1; (RR) круговий етап; (Q #) кваліфікаційний раунд; (P #) попередній раунд; (А) відсутній; (P) відкладено; (Z #) зональна група Девіса / Кубку ФРС (із зазначенням номера) або плей-офф (PO); (G) золота, (F-S) срібна або (SF-B) бронзова олімпійська медаль; турнір зі зниженням рейтингу (NMS) Masters Series / 1000; (NH) не проводиться. SR = коефіцієнт страйку (перемоги / змагання)
Щоб уникнути плутанини та подвійного підрахунку, ці таблиці оновлюються в кінці турніру або після закінчення участі гравця. Тільки результати основного розіграшу в турнірах WTA, турнірах Великого шолома, Кубку ФРС / Кубку Біллі Жана Кінга та Олімпійських іграх включаються до записів про перемогу / програш.

### Одиночний розряд
Поточний після Відкритого чемпіонату Австралії 2025 року.
| Турнір                                 | 2015 | 2016 | 2017 | 2018 | 2019 | 2020 | 2021 | 2022 | 2023 | 2024 | 2025 | SR     | В-П   | %Вигр |
| -------------------------------------- | ---- | ---- | ---- | ---- | ---- | ---- | ---- | ---- | ---- | ---- | ---- | ------ | ----- | ----- |
| Відкритий чемпіонат Австралії з тенісу |      |      | К1р  | К1р  | К1р  | 1р   | 1р   | 1р   | 1р   | 4р   | 3р   | 0 / 6  | 5–6   | 45%   |
| Відкритий чемпіонат Франції з тенісу   |      |      | К1р  | К1р  | 1р   | 2р   | 2р   | 1р   | 2р   | Ф    |      | 0 / 6  | 9–6   | 60%   |
| Вімблдонський турнір                   |      |      | К2р  | К1р  | К1р  | NH   | 1р   | 1р   | 1р   | Ф    |      | 0 / 4  | 6–4   | 60%   |
| Відкритий чемпіонат США з тенісу       |      |      | К2р  | К2р  | К2р  | 1р   | 2р   | 1р   | 1р   | 4р   |      | 0 / 5  | 4–5   | 44%   |
| В-П                                    | 0–0  | 0–0  | 0–0  | 0–0  | 0–1  | 1–3  | 2–4  | 0–4  | 1–4  | 18–4 | 2–1  | 0 / 21 | 24–21 | 53%   |

### Парний розряд
| Турнір                                 | 2015 | 2016 | 2017 | 2018 | 2019 | 2020 | 2021 | 2022 | 2023 | 2024 | 2025 | SR     | В-П   | %Вигр |
| -------------------------------------- | ---- | ---- | ---- | ---- | ---- | ---- | ---- | ---- | ---- | ---- | ---- | ------ | ----- | ----- |
| Відкритий чемпіонат Австралії з тенісу |      |      |      |      |      |      | 3р   | 2р   | 1р   | 3р   | 2р   | 0 / 5  | 6-5   | 55%   |
| Відкритий чемпіонат Франції з тенісу   |      |      |      |      |      | 2р   | 1р   | 1р   | 2р   | Ф    |      | 0 / 5  | 7–5   | 58%   |
| Вімблдонський турнір                   |      |      |      |      |      | NH   |      | 1р   | 1р   | 3р   |      | 0 / 3  | 2–3   | 40%   |
| Відкритий чемпіонат США з тенісу       |      |      |      |      |      |      | 1р   |      | 1р   | 2р   |      | 0 / 3  | 1–3   | 25%   |
| В-П                                    | 0–0  | 0–0  | 0–0  | 0–0  | 0–0  | 1–1  | 2–3  | 1–3  | 1–4  | 10–4 | 1–1  | 0 / 15 | 15–15 | 50%   |

## Фінали турнірів Великого шолома

### Одиночний розряд: 2 (поразки)
| Результат | Рік  | Турнір                               | Покриття | Опонент            | Рахунок       |
| --------- | ---- | ------------------------------------ | -------- | ------------------ | ------------- |
| Поразка   | 2024 | Відкритий чемпіонат Франції з тенісу | Ґрунт    | Іга Свьонтек       | 2–6, 1–6      |
| Поразка   | 2024 | Вімблдонський турнір                 | Трава    | Барбора Крейчикова | 2–6, 6–2, 4–6 |

### Парний розряд: 2 (1 титул, 1поразка)
| Результат | Рік  | Турнір                               | Покриття | Партнер        | Опоненти                        | Рахунок       |
| --------- | ---- | ------------------------------------ | -------- | -------------- | ------------------------------- | ------------- |
| Поразка   | 2024 | Відкритий чемпіонат Франції з тенісу | Ґрунт    | Сара Еррані    | Корі Гофф Катержина Сінякова    | 6–7(5–7), 3–6 |
| Перемога  | 2025 | Відкритий чемпіонат Франції з тенісу | Ґрунт    | Жасмін Паоліні | Анна Даніліна Александра Крунич | 6–4, 2–6, 6–1 |

## Фінали Олімпіад

#### Парний розряд: 1 (золота медаль)
| Результат | Рік  | Турнір                | Покриття | Партнер     | Опоненти                       | Рахунок          |
| --------- | ---- | --------------------- | -------- | ----------- | ------------------------------ | ---------------- |
| Золото    | 2024 | Олімпійські ігри 2024 | Ґрунт    | Сара Еррані | Мірра Андрєєва · Діана Шнайдер | 2–6, 6–1, [10–7] |

## Фінали турнірів WTA

### Одиночний розряд: 9 (3 титули, 6 поразок)
| Легенда                      |
| ---------------------------- |
| Турніри Великого шлему (0–2) |
| Турніри WTA 1000 (2–1)       |
| Турніри WTA 500 (0–0)        |
| Турніри WTA 250 (1–3)        |

| Фінали за покриттям |
| ------------------- |
| Тверде (2–3)        |
| Ґрунт (1–2)         |
| Трава (0–1)         |

| Результат | В-П | Дата     | Турнір                                                | Категорія  | Покриття   | Опонент            | Рахунок       |
| --------- | --- | -------- | ----------------------------------------------------- | ---------- | ---------- | ------------------ | ------------- |
| Перемога  | 1–0 | Вер 2021 | Banka Koper Slovenia Open, Словенія                   | WTA 250    | Тверде     | Алісон Ріск        | 7–6(7–4), 6–2 |
| Поразка   | 1–1 | Жов 2022 | Transylvania Open, Румунія                            | WTA 250    | Тверде (i) | Анна Блинкова      | 2–6, 6–3, 2–6 |
| Поразка   | 1–2 | Лип 2023 | Internazionali Femminili di Tennis di Palermo, Італія | WTA 250    | Ґрунт      | Чжен Ціньвень      | 4–6, 6–1, 1–6 |
| Поразка   | 1–3 | Жов 2023 | Jasmin Open, Туніс                                    | WTA 250    | Тверде     | Елісе Мертенс      | 3–6, 0–6      |
| Перемога  | 2–3 | Лют 2024 | Dubai Tennis Championships, UAE                       | WTA 1000   | Тверде     | Ганна Калінська    | 4–6, 7–5, 7–5 |
| Поразка   | 2–4 | Чер 2024 | Відкритий чемпіонат Франції з тенісу, Франція         | Grand Slam | Ґрунт      | Іга Свьонтек       | 2–6, 1–6      |
| Поразка   | 2–5 | Лип 2024 | Вімблдонський турнір, Велика Британія                 | Grand Slam | Трава      | Барбора Крейчикова | 2–6, 6–2, 4–6 |
| Перемога  | 3–5 | Тра 2025 | Italian Open                                          | WTA 1000   | Ґрунт      | Коко Гофф          | 6–4, 6–2      |
| Поразка   | 3–6 | Сер 2025 | Мастерс Цинциннаті, США                               | WTA 1000   | Тверде     | Іга Свьонтек       | 7–5, 6–4      |

### Парний розряд: 12 (9 титулів, 3 поразки)
| Легенда                       |
| ----------------------------- |
| Турніри Великого шолома (1–2) |
| WTA 1000 (4–0)                |
| WTA 500 (0–1)                 |
| WTA 250 (1–3)                 |

| Фінали за поверхнею |
| ------------------- |
| Хард (4–1)          |
| Глина (5–1)         |
| Трава (0–1)         |

| Результат | В-П | Дата     | Турнір                                        | Категорія  | Покриття   | Партнер       | Опоненти                           | Рахунок               |
| --------- | --- | -------- | --------------------------------------------- | ---------- | ---------- | ------------- | ---------------------------------- | --------------------- |
| Перемога  | 1–0 | Лип 2021 | Hamburg European Open, Німеччина              | WTA 250    | Ґрунт      | Джил Тайхманн | Астра Шарма Розалі ван дер Гук     | 6–0, 6–4              |
| Поразка   | 1–1 | Січ 2022 | Melbourne Summer Set, Австралія               | WTA 250    | Тверде     | Сара Еррані   | Ейджа Мухаммад Джессіка Пегула     | 3–6, 1–6              |
| Перемога  | 2–1 | Жов 2023 | Jasmin Open, Туніс                            | WTA 250    | Тверде     | Сара Еррані   | Маї Гонтама Наталія Стефанович     | 2–6, 7–6(7–4), [10–6] |
| Перемога  | 3–1 | Лют 2024 | Linz Open, Австрія                            | WTA 500    | Тверде (i) | Сара Еррані   | Ніколь Меліхар Еллен Перес         | 7–5, 4–6, [10–7]      |
| Перемога  | 4–1 | Тра 2024 | Мастерс Рим, Італія                           | WTA 1000   | Ґрунт      | Сара Еррані   | Корі Гофф Ерін Рутліфф             | 6–3, 4–6, [10–8]      |
| Поразка   | 4–2 | Чер 2024 | Відкритий чемпіонат Франції з тенісу, Франція | Grand Slam | Ґрунт      | Сара Еррані   | Coco Gauff Катержина Сінякова      | 6–7(5–7), 3–6         |
| Перемога  | 5–2 | Сер 2024 | Теніс на Олімпійських іграх, Paris            | Olympics   | Ґрунт      | Сара Еррані   | Мірра Андрєєва Діана Шнайдер       | 2–6, 6–1, [10–7]      |
| Перемога  | 6–2 | Жов 2024 | China Open, КНР                               | WTA 1000   | Тверде     | Сара Еррані   | Чжань Хаоцін Вероніка Кудерметова  | 6–4, 6–4              |
| Перемога  | 7–2 | Лют 2025 | Qatar TotalEnergies Open                      | WTA 1000   | Тверде     | Сара Еррані   | Цзян Сіню Wu Fang-hsien            | 7–5, 7–6(12–10)       |
| Перемога  | 8–2 | Тра 2025 | Italian Open                                  | WTA 1000   | Ґрунт      | Сара Еррані   | Вероніка Кудерметова Елісе Мертенс | 6–4, 7–5              |
| Перемога  | 9–2 | Тра 2025 | Відкритий чемпіонат Франції з тенісу          | Grand Slam | Ґрунт      | Сара Еррані   | Анна Даніліна Александра Крунич    | 6–4, 2–6, 6–1         |
| Поразка   | 9–3 | Чер 2025 | Berlin Tennis Open, Німеччина                 | WTA 500    | Трава      | Сара Еррані   | Тереза Михалкова Олівія Ніколлз    | 4−6, 6−2, [10−6]      |

## Фінали серії WTA 125K

### Одиночний розряд: 4 (2 титули, 2 поразки)
| Результат | В-П | Дата     | Турнір                             | Покриття | Опонент          | Рахунок            |
| --------- | --- | -------- | ---------------------------------- | -------- | ---------------- | ------------------ |
| Поразка   | 0–1 | Тра 2021 | Open de Saint-Malo, Франція        | Ґрунт    | Вікторія Голубич | 1–6, 3–6           |
| Перемога  | 1–1 | Чер 2021 | Croatian Bol Ladies Open, Хорватія | Ґрунт    | Аранча Рус       | 6–2, 7–6(7–4)      |
| Перемога  | 2–1 | Тра 2023 | Firenze Ladies Open, Італія        | Ґрунт    | Тейлор Таунсенд  | 6–3, 7–5           |
| Поразка   | 2–2 | Чер 2023 | Makarska International, Хорватія   | Ґрунт    | Маяр Шеріф       | 6–2, 6–7(6–8), 5–7 |

## Фінал ITF Circuit

### Одиночний розряд: 15 (8 перемог, 7 поразок)
| Легенда          |
| ---------------- |
| Турніри $100 000 |
| Турніри $80 000  |
| Турніри $60 000  |
| Турніри $25 000  |
| Турніри $15 000  |
| Турніри $10 000  |

| Фінали за поверхнею |
| ------------------- |
| Хард (1–2)          |
| Глина (7–5)         |
| Трава (0–0)         |
| Килим (0–0)         |

| Результат | Виграш–Програш | Дата             | Турнір                        | Рівень  | Поверхня | Суперниця               | Рахунок          |
| --------- | -------------- | ---------------- | ----------------------------- | ------- | -------- | ----------------------- | ---------------- |
| Поразка   | 0–1            | Червень 2013 р.  | ITF Рим, Італія               | 10,000  | Глина    | Мартіна Карегаро        | 2–6, 3–6         |
| Перемога  | 1–1            | Серпень 2013 р.  | ITF Локрі, Італія             | 10,000  | Глина    | Жад Сувріжн             | 6–1, 7–5         |
| Перемога  | 2–1            | Липень 2014 р.   | ITF Вісерба, Італія           | 10,000  | Глина    | Анна Ремондіна          | 6–1, 6–0         |
| Поразка   | 2–2            | Вересень 2014 р. | ITF Телаві, Грузія            | 25,000  | Глина    | Дарія Касаткіна         | 1–6, 6–4, [7–10] |
| Перемога  | 3–2            | Квітень 2016 р.  | ITF Пула, Італія              | 10,000  | Глина    | Тесса Андріянджафітрімо | 1–0 ret.         |
| Поразка   | 3–3            | Серпень 2016 р.  | ITF Бад-Заульгау, Німеччина   | 25,000  | Глина    | Тамара Корпач           | 2–6, 3–6         |
| Поразка   | 3–4            | Вересень 2016 р  | ITF Мамая, Румунія            | 25,000  | Глина    | Джессіка Пієрі          | 3–6, 4–6         |
| Поразка   | 3–5            | Жовтень 2016 р.  | ITF Клермон-Ферран, Франція   | 25,000  | Хард (i) | Рішель Хогенкамп        | 4–6, 2–6         |
| Перемога  | 4–5            | Листопад 2016 р. | ITF Валенсія, Іспанія         | 25,000  | Глина    | Квірін Лемуан           | 6–1, 2–6, 6–4    |
| Перемога  | 5–5            | Червень 2017 р.  | ITF Марсель, Франція          | 100,000 | Глина    | Татьяна Марія           | 6–4, 2–6, 6–1    |
| Перемога  | 6–5            | Серпень 2017 р.  | ITF Foxhills, Велика Британія | 25,000  | Хард     | Міхаела Буернеску       | 6–4, 1–6, 6–4    |
| Поразка   | 6–6            | Вересень 2018    | ITF Баньятіка, Італія         | 25,000  | Глина    | Кайя Юван               | 7–6(8), 1–6, 5–7 |
| Перемога  | 7–6            | Березень 2019 р. | ITF Курітіба, Бразилія        | 25,000  | Глина    | Анна Бондар             | 4–6, 6–4, 6–2    |
| Перемога  | 8–6            | Червень 2019 р.  | ITF Брешія, Італія            | 60,000  | Глина    | Діана Марцинкевич       | 6–2, 6–1         |
| Поразка   | 8–7            | Листопад 2019 р. | ITF Токіо, Японія             | 100,000 | Хард     | Чжан Шуай               | 3–6, 5–7         |

### Парний розряд: 4 (1 перемога, 3 поразки)
| Легенда          |
| ---------------- |
| Турніри $100 000 |
| Турніри $80 000  |
| Турніри $60 000  |
| Турніри $25 000  |
| Турніри $15 000  |
| Турніри $10 000  |

| Фінали за поверхнею |
| ------------------- |
| Хард (0–0)          |
| Глина (1–3)         |
| Трава (0–0)         |
| Килим (0–0)         |

| Результат | Виграш–Програш | Дата             | Турнір                | Рівень | Поверхня | Партнерка         | Суперниці                           | Рахунок          |
| --------- | -------------- | ---------------- | --------------------- | ------ | -------- | ----------------- | ----------------------------------- | ---------------- |
| Поразка   | 0–1            | Червень 2013 р.  | ITF Рим, Італія       | 10,000 | Глина    | Клаудія Джовінне  | Б'янка Гінчу Мартіна ді Джузеппе    | 1–6, 3–6         |
| Перемога  | 1–1            | Вересень 2013 р. | ITF Пула, Італія      | 10,000 | Глина    | Джорджія Маркетті | Александра Нанкерроу Лаура Шедер    | 7–6(3), 7–6(3)   |
| Поразка   | 1–2            | Березень 2016 р. | ITF Вестон, США       | 10,000 | Глина    | Джульєтте Естабле | Катеріна Стюарт Тесс Суньйо         | 6–7(2), 3–6      |
| Поразка   | 1–3            | Вересень 2018 р. | ITF Баньятіка, Італія | 25,000 | Глина    | Дебора К'єзе      | Джорджія Марчетті Камілла Розателло | 4–6, 6–4, [8–10] |